# Леон Кауфман
Леон Кауфман (фр. Léon Kauffmann; Луксембург, 16. август 1869 — Луксембург, 25. март 1952) је био луксембуршки политичар. Био је дванаести премијер Луксембурга и на овом положају је провео годину дана, од 19. јуна 1917. до 28. септембра 1918. године.